# Comuna Buturugeni, Giurgiu
Buturugeni (în trecut, Prisiceni-Buturugeni și Buturugeni-Prisiceni) este o comună în județul Giurgiu, Muntenia, România, formată din satele Buturugeni (reședința), Pădureni, Podu Ilfovățului și Poșta.

## Așezare
Comuna se află în nord-estul județului, pe malul drept al Argeșului, la limita cu județul Ilfov. Este străbătută de șoseaua județeană DJ412A, care o leagă spre nord-vest de Grădinari, Ogrezeni și Bolintin-Vale și spre sud de Mihăilești (unde se intersectează cu DN6) și Adunații-Copăceni (unde se termină în DN5).

## Demografie
Componența etnică a comunei Buturugeni
     Români (87,6%)
     Romi (6,93%)
     Alte etnii (5,46%)
Componența confesională a comunei Buturugeni
     Ortodocși (90,29%)
     Baptiști (2,69%)
     Alte religii (1,28%)
     Necunoscută (5,74%)
Conform recensământului efectuat în 2021, populația comunei Buturugeni se ridică la 4.283 de locuitori, în creștere față de recensământul anterior din 2011, când fuseseră înregistrați 4.079 de locuitori. Majoritatea locuitorilor sunt români (87,6%), cu o minoritate de romi (6,93%). Din punct de vedere confesional, majoritatea locuitorilor sunt ortodocși (90,29%), cu o minoritate de baptiști (2,69%), iar pentru 5,74% nu se cunoaște apartenența confesională.

## Politică și administrație
Comuna Buturugeni este administrată de un primar și un consiliu local compus din 13 consilieri. Primarul, Dumitru Preda[*], de la Partidul Național Liberal, este în funcție din 2008. Începând cu alegerile locale din 2024, consiliul local are următoarea componență pe partide politice:
|  | Partid                          | Consilieri | Componența Consiliului | Componența Consiliului | Componența Consiliului | Componența Consiliului | Componența Consiliului | Componența Consiliului | Componența Consiliului | Componența Consiliului |
|  | ------------------------------- | ---------- | ---------------------- | ---------------------- | ---------------------- | ---------------------- | ---------------------- | ---------------------- | ---------------------- | ---------------------- |
|  | Partidul Național Liberal       | 8          |                        |                        |                        |                        |                        |                        |                        |                        |
|  | Partidul Social Democrat        | 4          |                        |                        |                        |                        |                        |                        |                        |                        |
|  | Alianța pentru Unirea Românilor | 1          |                        |                        |                        |                        |                        |                        |                        |                        |

## Istorie
La sfârșitul secolului al XIX-lea, comuna făcea parte din plasa Sabarul a județului Ilfov și era formată din satele Buturugeni, Prisiceni, Plopi și Saxoni, având în total 1139 de locuitori ce trăiau în 252 de case. În comună existau o moară cu aburi, o biserică (la Saxoni) și o școală mixtă. La acea vreme, pe teritoriul actual al comunei, mai funcționa în plasa Neajlov a județului Vlașca și comuna Gâstești-Români, formată din satele Gâstești-Români și Gâstești-Sârbi (Coteni), cu 962 de locuitori. Aici erau o biserică (la Gâstești-Români) și o școală mixtă cu 64 de elevi (dintre care 26 fete).
Anuarul Socec din 1925 consemnează comuna Buturugeni-Prisiceni în plasa Domnești a aceluiași județ, având 1793 de locuitori în aceleași sate; și comuna Gâstești-Români cu numele de Gâstești, având în componență doar satul de reședință.
În 1950, comunele au fost arondate raionului Mihăilești și apoi (după 1952) raionului Videle din regiunea București, iar satele Plopi, Prisiceni și Saxoni au fost în timp desființate și comasate cu satul Buturugeni. Satele Gâstești și Podu Gâștei din comuna Gâstești au primit în 1964 denumirile de Pădureni, respectiv Podu Ilfovățului, iar comuna Gâstești a primit și ea denumirea de Pădurenii. În 1968, comunele au trecut la județul Ilfov, reînființat, comuna Pădurenii fiind atunci desființată și satele ei trecând la comuna Buturugeni, împreună cu satul Poșta din fosta comună Buda, desființată. În 1981, o reorganizare administrativă regională a dus la transferarea comunei la județul Giurgiu.

## Monumente istorice
Singurul obiectiv din comuna Buturugeni inclus în lista monumentelor istorice din județul Giurgiu ca monument de interes local, clasificat ca monument de arhitectură este biserica „Adormirea Maicii Domnului” (1827) din satul Pădureni.